# Ренфро, Алекс
Грегори Александер Ренфро (англ. Gregory Alexander Renfroe; род. 23 мая 1986, Нашвилл, штат Теннесси, США) — американский и боснийский профессиональный баскетболист, играющий на позиции разыгрывающего защитника.

## Карьера
Ренфро выступал за баскетбольную команду Белмонтского университета и в 2009 году был признан баскетболистом года конференции Atlantic Sun.
Не став выбранным на драфте 2009 года, Ренфро подписал свой первый профессиональный контракт с латвийским клубом ВЭФ.
В августе 2010 года подписал однолетний контракт с хорватским «Загребом». Показатели в Адриатической лиге составили 9,2 очка, 4,6 подбора, 3,8 передачи и 1,8 перехвата в среднем за матч, в чемпионате Хорватии — 11 очков, 5,2 подбора, 3,7 передачи и 2,4 перехвата, в Еврочеллендже — 11 очков, 4,3 подбора, 3,5 передачи и 2,3 перехвата.
18 июля 2011 года перешёл в итальянский «Нью Баскет Бриндизи», набирал в чемпионате Италии 12,5 очка, 5,8 подбора и 3,6 передачи в среднем за игру.
24 сентября 2012 года Ренфро подписал контракт с «Вальядолидом». В матчах первенства Испании в среднем набирал 10 очков и совершал 5 результативных передач, 4 подбора и 1 перехват за 30 минут на площадке.
В конце февраля 2013 года Алекс перешёл в «Брозе», выступая за который, внёс существенный вклад в победу команды в чемпионате немецкой Бундеслиги. Его средняя статистика составила 7 очков, 5 передач, 4 подбора и 1 перехват за 25 минут на площадке. По количеству результативных передач в соотношении с количеством проведённых матчей Ренфро стал лучшим в составе «Брозе» и вторым среди всех разыгрывающих чемпионата Германии.
21 августа 2013 года стал игроком красноярского «Енисея», набирал 13,8 очка, 4,7 подбора и 6,4 передачи в среднем за матч в Единой лиге ВТБ. В декабре 2013 года был признан «Самым ценным игроком» месяца в турнире.
В мае 2014 года подписал контракт с «Лабораль Кутча» до окончания сезона 2013/2014.
24 сентября 2014 года Ренфро подписал контракт на 4 месяца с немецкой «Альбой». 30 января 2015 года игрок и клуб договорились о продлении контракта до конца сезона 2014/2015. 4 апреля 2015 года был признан самым ценным игроком 13-го тура Топ-16 Евролиги.
28 июня 2015 года, Ренфро подписал двухлетний контракт с «Баварией». В матчах Еврокубка 2016/2017 Алекс набирал 5,0 очка и 4,7 передачи.
В ноябре 2016 года Ренфро перешёл в «Барселону». В матчах Евролиги набирал 3,9 очка и 2,1 подбора в среднем за игру.
В июле 2017 года Ренфро стал игроком «Галатасарая» и набирал 9,8 очка и 5,1 передачи в среднем за игру.
Сезон 2018/2019 Ренфро начинал в «Манресе», набирая в среднем по 14,5 очка, 5,8 передачи и 3,2 подбора в матчах чемпионата Испании.
В ноябре 2018 года перешёл в «Партизан». С сербской командой Ренфро дошёл до финала чемпионата Сербии, полуфинала Адриатической лиги и завоевал Кубок Радивоя Корача став «Самым ценным игроком» турнира.
В июне 2019 года Ренфро подписал контракт с «Зенитом». В Евролиге статистика Алекса составила 6,0 очка и 4,6 передачи. В Единой лиге ВТБ набирал 10,5 очка, 2,6 подбора и 6,1 передачи в среднем за игру.
В июле 2020 года Ренфро продолжил карьеру в «Сан-Пабло Бургос».

## Сборная Боснии и Герцеговины
В 2015 году Ренфро получил гражданство Боснии и Герцеговины и в этом же году принял участие на Евробаскете в составе национальной сборной.

## Достижения
- Чемпион Германии: 2012/2013
- Чемпион Хорватии: 2010/2011
- Серебряный призёр чемпионата Сербии: 2018/2019
- Обладатель Кубка Радивоя Корача: 2018/2019
- Обладатель Кубка Хорватии: 2010/2011